# Kirill Levnikov
Kirill Nikolaevič Levnikov (Leningrado, 11 febbraio 1984) è un arbitro di calcio russo.

## Carriera
Ha debuttato a livello internazionale il 7 ottobre 2016 dirigendo l'incontro valido per le qualificazioni al Campionato Europeo Under-21 del 2017 tra Irlanda e Serbia.